# Autoserica concordans
Autoserica concordans är en skalbaggsart som beskrevs av Louis Albert Péringuey 1904. Autoserica concordans ingår i släktet Autoserica och familjen Melolonthidae. Inga underarter finns listade.